# Zygaeninae
Zygaeninae es una subfamilia de insectos lepidópteros pertenecientes a la familia Zygaenidae. Son polillas diurnas. Las especies del género de Zygaena son nativas del oeste del Paleártico, mientras que el género Reissita se encuentra en la península arábiga. Son capaces de realizar la biosíntesis del cianuro de hidrógeno, y sus patrones de colores brillantes  advierten  a los depredadores potenciales.

## Géneros
- Aeacis - Agrumenia - Agrumenoidea - Anthilaria - Biezankoia - Cirsiphaga - Coelestina - Coelestis - Epiorna - Epizygaena - Epizygaenella - Eutychia - Gingla - Goe - Hesychia - Huebneriana - Lictoria - Lycastes - Mesembrynoidea - Mesembrynus - Neopryeria - Neurosymploca - Orna - Parasyntomis - Peristygia - Peucedanophila - Praezygaena - Pryeria - Reissita - Santolinophaga - Silvicola - Thermophila - Usgenta - Vogleria - Yasumatsuia - Zutulba - Zygaena